# Kodachi
Le kodachi (小太刀) est un sabre japonais (太刀) de petite taille (小).
Souvent confondu à tort avec le wakizashi, le kodachi en est l'ancêtre. Alors que le wakizashi est apparu pendant l'ère Muromachi, le kodachi date de l'époque de Heian. Sa forme étant basée sur celle du tachi, il est donc souvent plus fin et plus courbe que le wakizashi. Un kodachi mesure entre 40 et 65 cm.
S'il est parfois utilisé par paires, pour le combat rapproché, son usage exact est inconnu, car historiquement il aurait pu être utilisé soit comme épée pour enfants et adolescents, soit comme compagnon du tachi (précédant ainsi en tant que couple daishō le katana et le wakizashi), néanmoins les samouraïs en armures étant équipés de tachi préféraient le plus souvent porter un tantō.